# Абдуллаева, Хуршид
Хуршид Абдуллаева (азерб. Hurşit Abdullayeva; род. 15 сентября 1959, Баку) — азербайджанская пианистка, профессор Бакинской музыкальной академии, директор Азербайджанской государственной хоровой капеллы, удостоенная в 2007 году звания Заслуженной артистки Азербайджана.

## Биография
Родилась 15 сентября 1959 года в Баку в семье актёра Лютфели Абдуллаева. С 1966 по 1977 год училась в Музыкальной Школе имени Бюль-Бюля. В 1983 году продолжила обучение в классе фортепиано Азербайджанской Государственной Консерватории имени Узеира Гаджибекова, которую окончила в 1988 году. В 1998 году окончила Московскую государственную консерваторию по классу доцента Зенаишвили.

## Карьера
Работала преподавателем на отделении органа и клавесина Бакинской музыкальной академии в 1995 году и директором Азербайджанской государственной хоровой капеллы в Азербайджанском государственном академическом филармоническом оркестре в 2001 году. Давала концерты в Турции, России, Великобритании и Беларуси. Является автором ряда исследовательских работ.

## Награды
Удостоена звания «Заслуженная артистка Азербайджанской Республики» 15 мая 2007 года, а также Премии Гейдара Алиева.